# マイク・マクレディ
マイケル・"マイク"・デヴィッド・マクレディ（Michael David McCready、1966年4月5日 - ）は、アメリカ合衆国のミュージシャン、ソングライター。ロックバンド、パール・ジャムのリードギタリストとして最もよく知られる。他にもテンプル・オブ・ザ・ドッグやマッドシーズンなどで活動。

## 来歴

### 生い立ち
フロリダ州のペンサコーラに生まれるが、出生後まもなくシアトルに引っ越す。11歳で初めてギターを手にし、ギターのレッスンに通い始める。中学時代にWarriorsというバンドを組み（まもなくShadowに改名）、当初はカバー曲を演奏していたが後にオリジナルの楽曲も作り始め、デモテープの制作も開始する。高校卒業後もShadowは活動を続けていたが1988年に解散。その後は音楽やギター演奏から遠ざかり、髪を切ってコミュニティ・カレッジに入学し、夜はレンタルビデオ店で働き始めるが、スティーヴィー・レイ・ヴォーンのライヴを目の当たりにした後に再び音楽への意欲を取り戻す。マクレディはLove Chileというバンドに加入し、徐々に音楽活動を活発化させていく。その後マクレディは後にパール・ジャムのメンバーとなるストーン・ゴッサードとジェフ・アメンと共にテンプル・オブ・ザ・ドッグを結成した。

### テンプル・オブ・ザ・ドッグ
テンプル・オブ・ザ・ドッグにはサウンドガーデンのクリス・コーネルがヴォーカリストを務め、ドラマーは後にパール・ジャムに加入するマット・キャメロンが担当した。後にオーディションでパール・ジャムのヴォーカリストとなるエディ・ヴェダーも加入し、コーラスやコーネルとのデュエットを行った。1991年4月に唯一のアルバム『テンプル・オブ・ザ・ドッグ』をリリースし、バンドは同年に解散した。

### パール・ジャム
パール・ジャムはテンプル・オブ・ザ・ドッグ解散前の1990年に結成され、翌年8月にアルバム『ten』でデビューした。1990年代前半に吹き荒れたグランジ・ムーブメントの第一人者としてバンドは急速に人気を獲得し、現在も活動中である。